# Côtes-du-roussillon-villages
Le côtes-du-roussillon-villages est un vin d'appellation d'origine contrôlée produit sur une partie de la plaine du Roussillon, dans le Fenouillèdes et sur les contreforts méridionaux du massif des Corbières.
Ce vignoble est souvent cultivé en terrasse, en pente parfois. Le sol très aride donne une production de grande qualité aux tanins dissous, des vins rouges fruités et généreux, avec des notes de réglisse.

## Histoire
Les vendanges 1906 avaient été désastreuses dans tout le Roussillon. Ce qui n'empêchaient pas la chute des cours du vin. Des familles vigneronnes se heurtaient à des difficultés financières telles qu'elles ne pouvaient plus payer l'impôt. Informé, le gouvernement donna ordre de faire intervenir les huissiers. Le village de Baixas fut le premier à se révolter au début de l'année 1907.
Le 18 février, il reçut le soutien de Marcelin Albert, qui envoya un télégramme à Georges Clemenceau. Quant à Joseph Tarrius, viticulteur et pharmacien à Baixas, il fait parvenir au gouvernement une pétition signée des habitants du village. Il y est précisé que le seul impôt que les contribuables puissent encore payer est celui du sang. Alors que les défilés de protestations s'étaient multipliés dans les villes et villages, préfectures et sous-préfectures accueillirent les manifestations viticoles. Le 19 mai, à Perpignan 170 à 200 000 personnes défilent dans la ville. La manifestation se déroule sans incidents graves,.

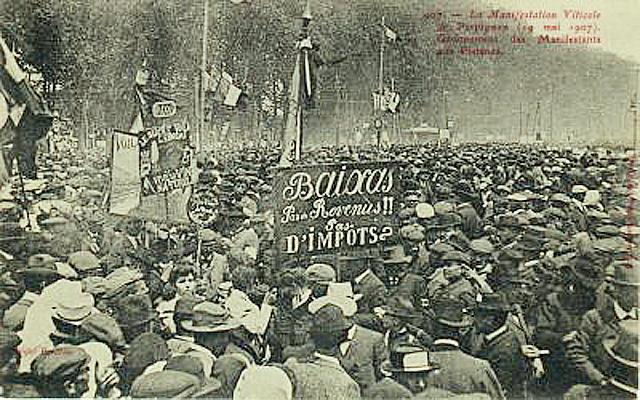
Regroupement des manifestants aux Platanes
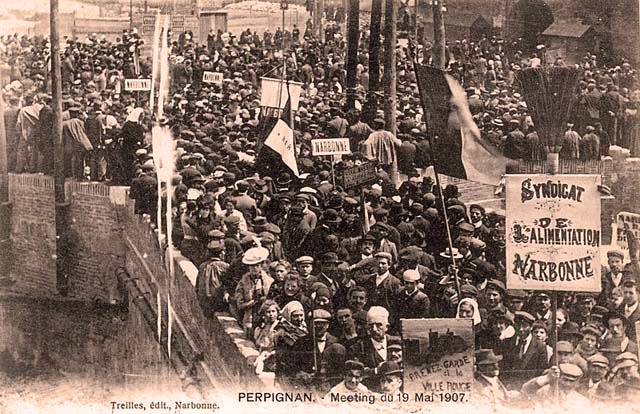
À Perpignan, les commerçants aux côtés des viticulteurs
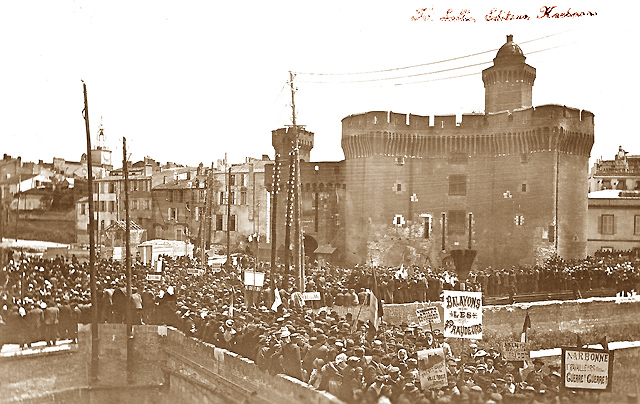
Les manifestants devant le Castillet

Dans les départements du Gard, de l'Hérault, de l'Aude et des Pyrénées-Orientales, les conseils municipaux démissionnent collectivement - il y en aura jusqu'à 600 - certains appellent à la grève de l'impôt. La situation devient de plus en plus tendues, les viticulteurs furieux attaquent perceptions, préfectures et sous-préfectures. Le 20 juin, la tension monte encore. À Perpignan, la préfecture est pillée et incendiée. Le préfet David Dautresme doit se réfugier sur le toit.
L'appellation Côtes du Roussillon Villages est reconnue en 1977. Au départ circonscrite au Nord du département, elle est étendue à la zone des Aspres en 2015.

## Géographie

### Géologie et orographie
Géologiquement parlant, le Roussillon est une zone tourmentée qui a subi de profonds bouleversements au tertiaire et au quaternaire.
Jusqu'à la fin du Mésozoïque, les couches de terrains qui se forment sont à peu près planes. Lorsque s'opère la surrection des Pyrénées, les couches anciennement formées vont être mises au jour (terrain primaire des Albères, du massif du Canigou, du groupe montagneux de Baixas au massif du Madres), et les couches de terrain superficielles vont être prises dans l'étau formé par les futures Pyrénées et le vieux bloc inébranlable du Massif central, ce qui entraîne leur plissement, ainsi que la formation du synclinal de Maury.
Conséquence directe de ces nombreux bouleversements, la variété des sols et des sous-sols permet de passionnantes balades géologiques, chacun des quatre principaux terroirs étant lui-même divisé en une multitude de zones aux caractères bien distincts, parfois reconnus par une AOC particulière.
Articulés autour la vallée de l'Agly et de ses affluents, en particulier le Verdouble, la zone des côtes-du-roussillon-villages présente de ce fait une diversité géologique remarquable :
Au nord de l'Agly, les vignobles de Vingrau, sont assis sur des roches du Crétacé inférieur, établis sur des sols de dépressions marneuses au bas desquelles s'accumulent des éboulis calcaires gélifractés.
Les vignes du haut du cirque de Vingrau, plantées dans un calcaire très pur du Mésozoïque (calcaire Urgonien), attirent d'ailleurs les convoitises des industriels qui en extraient une charge minérale, le carbonate de calcium. Au nord-est, les vignes d'Opoul sont sur des terroirs similaires et délimitent l'AOP vers le Nord.
En descendant vers le sud, une partie du terroir de Tautavel et le vignoble de Maury, situés sur le synclinal complexe du Fenouillèdes, sont établis sur une large bande de schiste de l'Albien-aptien, en réalité des marnes intercalées de bancs gréseux. Les marnes schisteuses du Crétacé donnent des sols noirs peu épais qui obligent la vigne à s'enraciner en profondeur. On retrouve ces substrats schisteux, plus noirs et plus sableux, vers Cases-de-Pène et Espira-de-l'Agly.
Le vignoble de l'Agly proprement dit s'étend au sud, au-delà du col de Maury. À l'ouest, le village de Lesquerde possède des sols de granit et de gneiss, récemment reconnus par l'AOC côtes-du-roussillon-villages Lesquerde. Au nord, Saint-Paul-de-Fenouillet possède les terroirs les plus tardif et marque la fin de l'appellation vers l'Ouest.
Puis, en descendant la vallée, les vignes s'accrochent en altitude sur le sol d'arène profond à forte concentration argileuse du petit village de Saint-Arnac.
Sur la zone de l'AOC côtes-du-roussillon-villages Caramany, en descendant vers l'est, le vignoble est planté sur les gneiss précambriens. Les sols qui en dérivent, à la couleur rouge typique, sont extrêmement favorables à la production de vins de qualité.
Un peu à l'écart de la rivière, autour de Bélesta, le vignoble s'étend sur des sols de gneiss magmatiques puis, plus au sud encore, le vignoble est assis sur un milieu acide, avec un affleurement de molasses blanches du Pliocène, parfois très graveleuses.
En rejoignant la rivière, au nord, entre Rasiguère et Estagel, l'AOC Côtes du Roussillon Villages Latour-de-France repose sur des sous-sols de schiste et de calcaire.
En descendant l'Agly, les terroirs de Baixas, au sud, et d'Espira-de-l'Agly donnent accès au vaste "Crest" de Rivesaltes qui s'étend sur plusieurs centaines d'hectares au nord, jusqu'à Salses, fin de la zone d'appellation à l'Est. C'est une vaste plaine caillouteuse d'origine alluvionnaire. Son sol épais (jusqu'à 6 à 8 m de profondeur) est dominé par l'argile rouge mêlée de cailloux roulés. À 30/40 cm de profondeur, ces sols pauvres et maigres présentent une zone dure, le taparas, où les cailloux sont littéralement cimentés par les concrétions de calcaire cristallin.

### Climat
Le climat de ce terroir viticole est de type méditerranéen (Csa de Köppen) de zone 10. Les hivers y sont doux (treize jours de gelées par an, neige rare), les étés sont souvent chauds et secs, bien que la tramontane souffle fréquemment (un jour sur quatre en moyenne) et amène une certaine fraîcheur en période estivale. L'automne est souvent bien arrosé et subit parfois des épisodes méditerranéens, où il peut tomber des mois de précipitations en l'espace de 24 heures. La température moyenne annuelle à Perpignan est de 15,7 °C, et les précipitations annuelles atteignent 572 mm, soit l'une des moyennes les plus faibles de la France. Le terroir bénéficie également de près de 300 jours de soleil par an, en partie en raison du vent.
| Mois                                | jan.  | fév.  | mars  | avril | mai   | juin  | jui.  | août  | sep.  | oct.  | nov.  | déc.  | année |
| ----------------------------------- | ----- | ----- | ----- | ----- | ----- | ----- | ----- | ----- | ----- | ----- | ----- | ----- | ----- |
| Température minimale moyenne (°C)   | 4,4   | 4,9   | 7,4   | 9,4   | 12,9  | 16,8  | 19,4  | 19,3  | 16    | 12,6  | 8,1   | 5,1   | 11,4  |
| Température moyenne (°C)            | 8,4   | 9     | 11,7  | 13,8  | 17,3  | 21,5  | 24,3  | 24,1  | 20,7  | 16,8  | 12    | 9,1   | 15,7  |
| Température maximale moyenne (°C)   | 12,4  | 13,2  | 16    | 18,2  | 21,8  | 26,2  | 29,2  | 28,9  | 25,4  | 21    | 15,9  | 13,1  | 20,1  |
| Record de froid (°C)                | −8,2  | −11   | −5,9  | 0,2   | 2,4   | 7,4   | 11,2  | 10,4  | 5     | −1,2  | −5,7  | −6,3  | −11   |
| Record de chaleur (°C)              | 25    | 26,5  | 28    | 32,4  | 34,4  | 36,8  | 40,5  | 38,7  | 36,8  | 34,2  | 28,1  | 26,7  | 40,5  |
| Nombre de jours avec gel            | 4,9   | 2,8   | 1,1   | 0     | 0     | 0     | 0     | 0     | 0     | 0     | 0,9   | 3,8   | 13,5  |
| Ensoleillement (h)                  | 147,5 | 153,2 | 206,2 | 214,2 | 240,1 | 270,6 | 313,9 | 270,7 | 217,7 | 182,3 | 147,7 | 141,9 | 2 506 |
| Record de vent (km/h)               | 136,8 | 136,8 | 126   | 115,2 | 108   | 104,4 | 115,2 | 90    | 104,4 | 108   | 108   | 126   | 136,8 |
| Précipitations (mm)                 | 50,6  | 44,8  | 43,5  | 55,9  | 50,1  | 28,3  | 17,1  | 32    | 47,3  | 89,8  | 58,6  | 54,4  | 572,4 |
| Record de pluie en 24 h (mm)        | 83    | 178   | 118   | 113   | 127   | 91    | 45    | 61    | 186   | 165   | 222   | 114   | 222   |
| Nombre de jours avec précipitations | 5,2   | 4,7   | 4,5   | 5,9   | 5,5   | 4,1   | 3     | 3,9   | 4,2   | 5,1   | 5,1   | 5,3   | 56,5  |
| Humidité relative (%)               | 70    | 68    | 64    | 64    | 66    | 62    | 59    | 63    | 68    | 73    | 71    | 71    | 66,6  |
| Nombre de jours avec neige          | 0,9   | 0,6   | 0,4   | 0     | 0     | 0     | 0     | 0     | 0     | 0     | 0,2   | 0,4   | 2,5   |
| Nombre de jours d'orage             | 0,4   | 0,2   | 0,5   | 1,2   | 2,8   | 4,3   | 4,6   | 5,2   | 3,2   | 2,3   | 0,7   | 0,5   | 25,9  |
| Nombre de jours avec brouillard     | 1,2   | 0,9   | 0,9   | 0,8   | 1,1   | 0,6   | 0,6   | 0,9   | 2,4   | 2     | 1,3   | 1,4   | 14,1  |

| Diagramme climatique                                  |             |           |             |              |              |              |            |            |            |             |             |
| J                                                     | F           | M         | A           | M            | J            | J            | A          | S          | O          | N           | D           |
| 12,44,450,6                                           | 13,24,944,8 | 167,443,5 | 18,29,455,9 | 21,812,950,1 | 26,216,828,3 | 29,219,417,1 | 28,919,332 | 25,41647,3 | 2112,689,8 | 15,98,158,6 | 13,15,154,4 |
| Moyennes : • Temp. maxi et mini °C • Précipitation mm |             |           |             |              |              |              |            |            |            |             |             |

| Mois                                 | Janv. | Fév. | Mars | Avr. | Mai | Juin | Juil. | Août | Sept. | Oct. | Nov. | Déc. | Total année |
| ------------------------------------ | ----- | ---- | ---- | ---- | --- | ---- | ----- | ---- | ----- | ---- | ---- | ---- | ----------- |
| nombre de jours de vent >=57,6 km/h  | 14.4  | 11.5 | 15.6 | 12.9 | 8.1 | 7.0  | 9.0   | 7.3  | 6.8   | 9.4  | 11.6 | 13.4 | 127         |
| nombre de jours de vent >=100,8 km/h | 2.0   | 1.2  | 2.1  | 0.6  | 0.5 | 0.2  | 0.2   | -    | 0.1   | 0.4  | 0.7  | 2.7  | 10.7        |

## Vignoble

### Encépagement
Le côtes-du-roussillon-villages est un vin rouge d'assemblage qui doit contenir au moins trois cépages parmi les suivants : syrah, mourvèdre, carignan, grenache noir, cinsault, lledoner pelut et macabeu. Ces cépages sont les seuls autorisés et le carignan ne doit pas dépasser 60 % de l'assemblage. Le macabeu, bien que destiné à l'élaboration du vin blanc, est toléré à condition de ne pas dépasser 10 % de l'assemblage. Les deux principaux cépages ne doivent pas dépasser 90 % de l'assemblage.

### Communes productrices

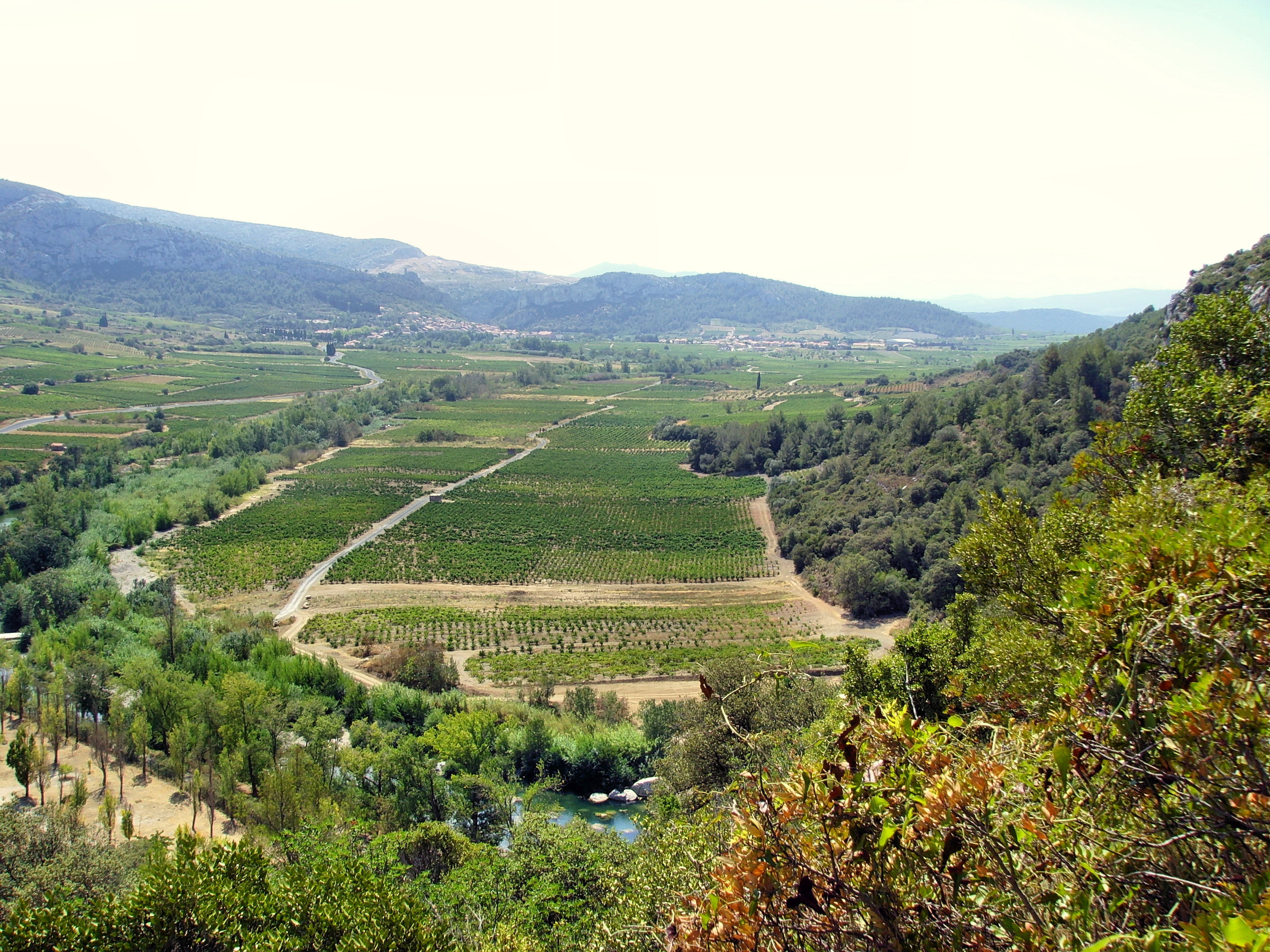
Vignoble de Tautavel dans la vallée du Verdouble.

Ansignan, Baho, Baixas, Bélesta, Calce, Caramany, Cases-de-Pène, Cassagnes, Corneilla-la-Rivière, Espira-de-l'Agly, Estagel, Lansac, Latour-de-France, Lesquerde, Maury, Millas, Montalba-le-Château, Montner, Opoul-Périllos, Perpignan, Peyrestortes, Pézilla-la-Rivière, Planèzes, Rasiguères, Rivesaltes, Saint-Arnac, Saint-Estève, Saint-Paul-de-Fenouillet, Salses, Tautavel, Villeneuve-la-Rivière et Vingrau.

## Type de vins
Les vins issus de l'AOC côtes-du-roussillon-villages sont exclusivement des vins rouges.
Les rendements sont faibles (limités à 45 hectolitres/hectare) et la superficie du vignoble ne dépasse pas 2 200 hectares, cultivés par 491 viticulteurs et 114 vinificateurs (91 caves particulières, 21 caves coopératives et 2 négociants) qui produisent en moyenne 70 000 hL/an soit un peu moins de 10 millions de bouteilles.

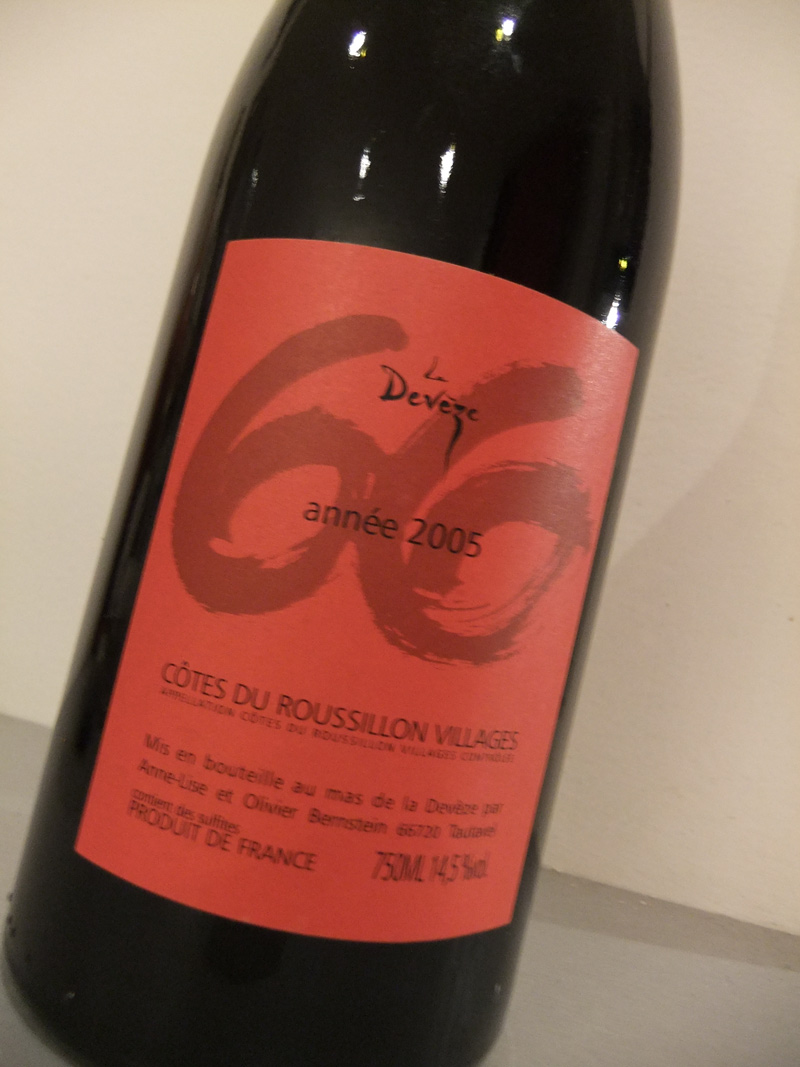
Vin du Mas de la Devèze cuvée 66, millésime 2005

### Terroirs et vins
avec nom de communes ou de zone
Quatre communes et une zone ont le droit d'accoler leur nom à l'appellation côtes du Roussillon Villages, sous forme d'une dénomination géographique :
- côtes-du-roussillon-villages Caramany ;
- côtes-du-roussillon-villages Latour-de-France ;
- côtes-du-roussillon-villages Lesquerde ;
- côtes-du-roussillon-villages Tautavel ;
- côtes-du-roussillon-villages Les Aspres[8].

## Sources